# Lista de presidentes da Colômbia

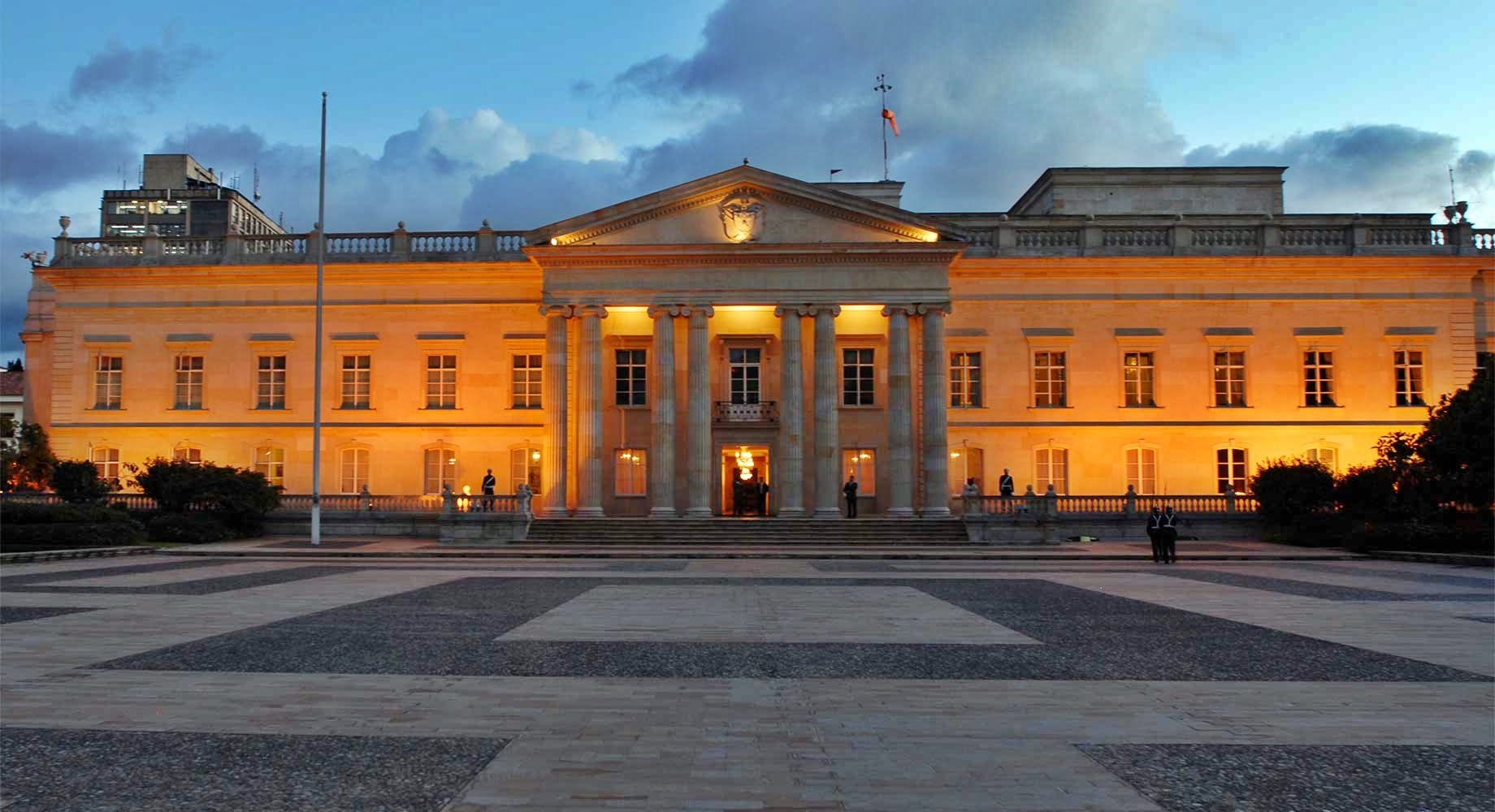
Desde 1885, a Casa de Nariño é a residência oficial do Presidente da Colômbia, tendo sido ocupada pela primeira vez por Rafael Núñez.

Selo presidencial da Colômbia

Esta é a lista de presidentes da Colômbia, o título dado ao chefe de Estado e chefe de governo dos Colômbia e o mais alto cargo político do país por influência e reconhecimento. Segundo a constituição colombiana de 1821, o presidente era o chefe do poder executivo e o seu mandato era vitalício. O vice-presidente assumia em caso de morte, remoção ou doença do presidente. Até a aprovação da Constituição de 1821 pelo Congresso de Villa del Rosario, o presidente de facto foi Simón Bolívar, tendo Francisco de Paula Santander como seu vice-presidente, pois o Congresso de Angostura deu-lhes provisoriamente aqueles títulos até que a constituição fosse redigida.
A República da Grã-Colômbia era composta por territórios do Vice-Reino de Nova Granada, da Capitania da Venezuela e da Audiência de Quito (hoje Equador).
Depois da Guerra dos Supremos e do caos econômico do período federativo, o presidente  Rafael Núñez decidiu que uma nova constituição teria que ser feita. Pela constituição de 1886, o presidente era o chefe do poder executivo por 6 anos com possibilidade de reeleição infinita (isto mudou em 1910 para 4 anos, sem possibilidade de reeleição no período imediatamente seguinte) e o Senado indicava o designado que substituía o presidente em caso de morte, ausência ou deposição.
A constituição da Colômbia de 1886 foi uma das mais duradouras do hemisfério ocidental e, com as reformas de 1910, 1936, 1958, 1968, 1973 e 1986, foi a constituição de Colômbia até 1991, quando uma nova foi editada. A constituição de 1991 é a constituição atual da República da Colômbia.
Ao todo, cinquenta e nove indivíduos assumiram o cargo de Presidente da Colômbia. Dos eleitos para a presidência, Francisco Javier Zaldúa e Rafael Núñez foram os únicos que faleceram no cargo, ambas as mortes por causas naturais. O primeiro a chefiar o país foi o militar Simón Bolívar, investido em 1819 pelo Congresso de Angostura. Rafael Núñez foi eleito quatro vezes distintas, Tomás Cipriano de Mosquera por três vezes (sendo que governou por golpe de Estado de 1861 a 1863). Manuel Murillo Toro, Alfonso López Pumarejo, Álvaro Uribe e Juan Manuel Santos foram eleitos e reeleitos sendo que os dois últimos foram reeleitos de forma consecutiva. Enquanto Francisco de Paula Santander e Alberto Lleras Camargo foram eleitos logo após exercer seus respectivos mandatos por renúncia de seus antecessores.

## Presidentes da Colômbia
| Nº                                     | Presidente | Presidente                   | Início do mandato       | Fim do mandato                | Partido                 |
| -------------------------------------- | ---------- | ---------------------------- | ----------------------- | ----------------------------- | ----------------------- |
| República de Grã-Colômbia (1819-1831)  |            |                              |                         |                               |                         |
| 1                                      |            | Simón Bolívar                | 15 de fevereiro de 1819 | 4 de maio de 1830             | Independente            |
| 2                                      |            | Joaquín de Mosquera          | 4 de maio de 1830       | 4 de setembro de 1830         | Independente            |
| 3                                      |            | Rafael Urdaneta              | 4 de setembro de 1830   | 30 de abril de 1831           | Independente            |
| República de Nova Granada (1832-1858)  |            |                              |                         |                               |                         |
| 4                                      |            | Francisco de Paula Santander | 10 de março de 1832     | 1º de abril de 1837           | Independente            |
| 5                                      |            | José Ignacio de Márquez      | 1 de abril de 1837      | 1 de abril de 1841            | Ministeriales           |
| 6                                      |            | Pedro Alcántara Herrán       | 1 de abril de 1841      | 1 de abril de 1845            | Ministeriales           |
| 7                                      |            | Tomás Cipriano de Mosquera   | 1 de abril de 1845      | 1 de abril de 1849            | Ministeriales           |
| 8                                      |            | José Hilario López           | 1 de abril de 1849      | 1 de abril de 1853            | Partido Liberal         |
| 9                                      |            | José María Obando            | 1 de abril de 1853      | 17 de abril de 1854           | Partido Liberal         |
| 10                                     |            | José María Melo              | 17 de abril de 1854     | 4 de dezembro de 1854         | Sociedades Democráticas |
| 11                                     |            | José de Obaldía              | 4 de dezembro de 1854   | 1 de abril de 1855            | Partido Liberal         |
| 12                                     |            | Manuel María Mallarino       | 1 de abril de 1855      | 1 de abril de 1857            | Partido Conservador     |
| 13                                     |            | Mariano Ospina Rodríguez     | 1 de abril de 1857      | 22 de maio de 1858            | Partido Conservador     |
| Confederação Granadina (1858–1863)     |            |                              |                         |                               |                         |
| 13                                     |            | Mariano Ospina Rodríguez     | 22 de maio de 1858      | 1 de abril de 1861            | Partido Conservador     |
| 14                                     |            | Bartolomé Calvo              | 1 de abril de 1861      | 18 de julho de 1861           | Partido Conservador     |
| 7                                      |            | Tomás Cipriano de Mosquera   | 18 de julho de 1861     | 4 de fevereiro de 1863        | Partido Liberal         |
| Estados Unidos da Colômbia (1863–1886) |            |                              |                         |                               |                         |
| 7                                      |            | Tomás Cipriano de Mosquera   | 14 de maio de 1863      | 1 de abril de 1864            | Partido Liberal         |
| 15                                     |            | Manuel Murillo Toro          | 1 de abril de 1864      | 1 de abril de 1866            | Partido Liberal         |
| 7                                      |            | Tomás Cipriano de Mosquera   | 1 de abril de 1866      | 1 de abril de 1867            | Partido Liberal         |
| 16                                     |            | Santos Acosta Castillo       | 23 de maio de 1867      | 1 de abril de 1868            | Partido Liberal         |
| 17                                     |            | Santos Gutiérrez Prieto      | 1 de abril de 1868      | 1 de abril de 1870            | Partido Liberal         |
| 18                                     |            | Eustorgio Salgar             | 1 de abril de 1870      | 1 de abril de 1872            | Partido Liberal         |
| 15                                     |            | Manuel Murillo Toro          | 1 de abril de 1872      | 1 de abril de 1874            | Partido Liberal         |
| 19                                     |            | Santiago Pérez de Manosalbas | 1 de abril de 1874      | 1 de abril de 1876            | Partido Liberal         |
| 20                                     |            | Aquileo Parra                | 1 de abril de 1876      | 1 de abril de 1878            | Partido Liberal         |
| 21                                     |            | Julián Trujillo Largacha     | 1 de abril de 1878      | 1 de abril de 1880            | Partido Liberal         |
| 22                                     |            | Rafael Núñez                 | 1 de abril de 1880      | 1 de abril de 1882            | Partido Liberal         |
| 23                                     |            | Francisco Javier Zaldúa      | 1 de abril de 1882      | 24 de dezembro de 1882        | Partido Liberal         |
| 24                                     |            | José Eusebio Otalora         | 21 de dezembro de 1882  | 1 de abril de 1884            | Partido Liberal         |
| 22                                     |            | Rafael Núñez                 | 1 de abril de 1884      | 1 de abril de 1886            | Partido Liberal         |
| República da Colômbia (1886–hoje)      |            |                              |                         |                               |                         |
| 22                                     |            | Rafael Núñez                 | 1 de abril de 1886      | 18 de setembro de 1894        | Partido Nacional        |
| 25                                     |            | Miguel Antonio Caro          | 18 de setembro de 1894  | 7 de agosto de 1898           | Partido Nacional        |
| 26                                     |            | Manuel Antonio Sanclemente   | 7 de agosto de 1898     | 31 de julho de 1900           | Partido Nacional        |
| 27                                     |            | José Manuel Marroquín        | 31 de julho de 1900     | 7 de agosto de 1904           | Partido Conservador     |
| 28                                     |            | Rafael Reyes Prieto          | 7 de agosto de 1904     | 27 de julho de 1909           | Partido Conservador     |
| 29                                     |            | Ramón González Valencia      | 7 de agosto de 1909     | 7 de agosto de 1910           | Partido Conservador     |
| 30                                     |            | Carlos Eugenio Restrepo      | 7 de agosto de 1910     | 7 de agosto de 1914           | União Republicana       |
| 31                                     |            | José Vicente Concha          | 7 de agosto de 1914     | 7 de agosto de 1918           | Partido Conservador     |
| 32                                     |            | Marco Fidel Suárez           | 7 de agosto de 1918     | 11 de novembro de 1921        | Partido Conservador     |
| 33                                     |            | Jorge Holguín                | 11 de novembro de 1921  | 7 de novembro de 1922         | Partido Conservador     |
| 34                                     |            | Pedro Nel Ospina             | 7 de agosto de 1922     | 7 de agosto de 1926           | Partido Conservador     |
| 35                                     |            | Miguel Abadía Méndez         | 7 de agosto de 1926     | 7 de agosto de 1930           | Partido Conservador     |
| 36                                     |            | Enrique Olaya Herrera        | 7 de agosto de 1930     | 7 de agosto de 1934           | Partido Liberal         |
| 37                                     |            | Alfonso López Pumarejo       | 7 de agosto de 1934     | 7 de agosto de 1938           | Partido Liberal         |
| 38                                     |            | Eduardo Santos Montejo       | 7 de agosto de 1938     | 7 de agosto de 1942           | Partido Liberal         |
| 37                                     |            | Alfonso López Pumarejo       | 7 de agosto de 1942     | 7 de agosto de 1946           | Partido Liberal         |
| 39                                     |            | Mariano Ospina Pérez         | 7 de agosto de 1946     | 7 de agosto de 1950           | Partido Conservador     |
| 40                                     |            | Laureano Gómez Castro        | 7 de agosto de 1950     | 13 de junho de 1953           | Partido Conservador     |
| 41                                     |            | Gustavo Rojas Pinilla        | 13 de junho de 1953     | 10 de maio de 1957            | Independente (Militar)  |
| ―                                      |            | Junta Militar Colombiana     | 10 de maio de 1957      | 7 de agosto de 1958           | Independente (Militar)  |
| 42                                     |            | Alberto Lleras Camargo       | 7 de agosto de 1958     | 7 de agosto de 1962           | Partido Liberal         |
| 43                                     |            | Guillermo León Valencia      | 7 de agosto de 1962     | 7 de agosto de 1966           | Partido Conservador     |
| 44                                     |            | Carlos Lleras Restrepo       | 7 de agosto de 1966     | 7 de agosto de 1970           | Partido Liberal         |
| 45                                     |            | Misael Pastrana Borrero      | 7 de agosto de 1970     | 7 de agosto de 1974           | Partido Conservador     |
| 46                                     |            | Alfonso López Michelsen      | 7 de agosto de 1974     | 7 de agosto de 1978           | Partido Liberal         |
| 47                                     |            | Julio César Turbay           | 7 de agosto de 1978     | 7 de agosto de 1982           | Partido Liberal         |
| 48                                     |            | Belisario Betancur           | 7 de agosto de 1982     | 7 de agosto de 1986           | Partido Conservador     |
| 49                                     |            | Virgilio Barco Vargas        | 7 de agosto de 1986     | 7 de agosto de 1990           | Partido Liberal         |
| 50                                     |            | César Gaviria                | 7 de agosto de 1990     | 7 de agosto de 1994           | Partido Liberal         |
| 51                                     |            | Ernesto Samper               | 7 de agosto de 1994     | 7 de agosto de 1998           | Partido Liberal         |
| 52                                     |            | Andrés Pastrana Arango       | 7 de agosto de 1998     | 7 de agosto de 2002           | Partido Conservador     |
| 53                                     |            | Álvaro Uribe Vélez           | 7 de agosto de 2002     | 7 de agosto de 2010           | Partido Liberal         |
| 54                                     |            | Juan Manuel Santos           | 7 de agosto de 2010     | 7 de agosto de 2018           | Unidade Nacional        |
| 55                                     |            | Iván Duque Márquez           | 7 de agosto de 2018     | 7 de agosto de 2022           | Centro Democrático      |
| 56                                     |            | Gustavo Petro                | 7 de agosto de 2022     | Eleito em 19 de junho de 2022 | Pacto Histórico         |